# Martin Hofmann
Martin Hofmann (* 31. března 1978 České Budějovice) je český divadelní, filmový a televizní herec. K jeho nejznámějším rolím patří Luďan ze seriálu Most! (2019) či ztvárnění Pavla Landovského ve filmu Havel (2020).

## Život a herecká kariéra
Činoherní herectví vystudoval na pražské DAMU (2000) v ročníku profesora Miloše Horanského, Borise Rösnera a Evy Salzmannové. Již v době studií začal hostovat v pražském Rokoku, kam nastoupil do angažmá. Po odchodu na volnou nohu následovala spolupráce s Dušanem D. Pařízkem na inscenaci The Bandits, dále hostování v Divadle Bez zábradlí, v Divadle Radka Brzobohatého, ve Viole a v Divadle v Řeznické. Nejvíce spolupracoval s pražským Spolkem Kašpar, kde působí dodnes.
V režiích Jakuba Špalka, Filipa Nuckollse a Alexandra V. Minajeva ho diváci mohli vidět jako Dykova Krysaře, Marberova Dona Juana v Soho, Horatia v Hamletovi. V současném repertoáru pak jako Rostandova Cyrana, Stavrogina v Dostojevského Běsech, Zastavárníka v Něžné téhož autora (představení Něžná je noc – scénický fragment románu Zločin a trest a povídky Něžná, které je výsledkem dlouholeté spolupráce s režisérem Patrikem Hartlem), Tybalta nebo Stoppardova Guildensterna v inscenaci Rosencrantz a Guildenstern jsou mrtvi. V sezóně 2012/2013 nazkoušel jako host v Národním divadle představení Troilus a Kressida v režii Davida Radoka a vrátil se do Violy coby partner Táni Medvecké v inscenaci Život jako smršť režisérky Lídy Engelové. Hraje také v Divadle Bolka Polívky představení Mínus dva a v pražské Černé labuti komedii Lordi.
Ve filmové a televizní tvorbě na sebe poprvé výrazně upozornil rolí Jardy Hejla v oblíbeném nekonečném seriálu Ulice a od té doby začal být čím dál více obsazovaný. Hrál například ve druhé řadě seriálu Terapie a mimořádnou popularitu mu přinesla role Luďana v divácky úspěšném seriálu Most!.

## Filmografie
- Hanele (1999)
- Perníková věž (2002)
- PF 77 (2003)
- Silný kafe (2004)
- Mörderische Suche (2004)
- Ulice (2005 – současnost)
- Kletba bratří Grimmů (2005)
- Hranice (2006)
- Hezké chvilky bez záruky (2006)
- Zlatá muška (2007)
- Kdopak by se vlka bál (2008)
- Zakázaný člověk (2009)
- Kriminálka Anděl (2011)
- Terapie (2011)
- Běžci (2012)
- Nevinné lži (2013)
- Případy 1. oddělení (2014)
- Masaryk (2016)
- Trpaslík (2016)
- Vyšehrad (2017, 10. díl seriálu)
- Rédl (2018)
- Most! (2019)
- Ženy v běhu (2019)
- Skleněný pokoj (2019)
- Teroristka (2019)
- Bez vědomí (2019)
- 3Bobule (2020)
- Havel (2020)
- Vyšehrad: Seryjál (2021)

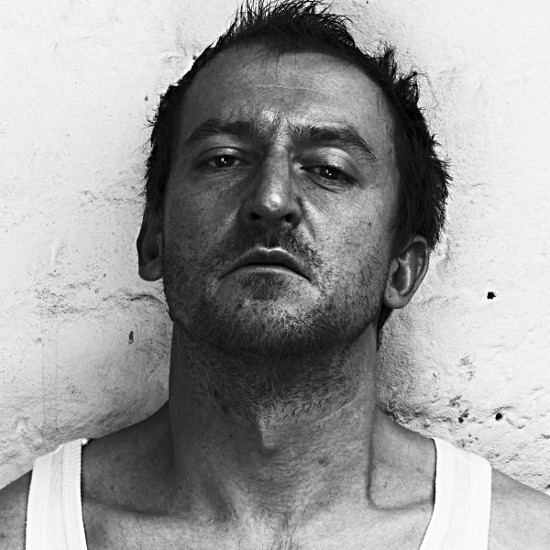
Martin Hofmann v inscenaci Něžná je noc (Divadlo v Celetné), 2011

- Prvok, Šampón, Tečka a Karel (2021)
- Ubal a zmiz (2021)
- V létě ti řeknu, jak se mám (2022)
- Známí neznámí (2022)
- Hranice lásky (2022)
- Střídavka (2022)
- Vitaj doma, brate! (2022)
- Vlny (2024)